# 洪藜恩
洪藜恩（1983年5月19日—），台灣新聞主播、藝人、主持人。現為東風衛視《超級辯辯辯》和《谁是扑克王》節目主持人。2006年參加包小松和包小柏主持的實境秀《成名一瞬間》，最終獲得第一季亞軍。同時身兼《 芮恩國際媒體顧問》執行長一職。

### 電視劇
| 年 度 | 播 出 頻 道 | 劇 名      | 飾 演    | 登 場 集 數 | 導 演  |
| 2021  | 公共電視    | 火神的眼淚 | 新聞主播 | 第5,10集    | 蔡銀娟 |

## 外部連結
- 洪藜恩的Facebook專頁